# Riva Starr
Riva Starr, wł. Stefano Miele – włoski DJ i producent muzyczny. W 2010 roku zwyciężył w kategorii Best Breakthrough DJ w 13 edycji The DJ Awards na Ibizie.

## Dyskografia

### LP
- If Life Gives You Lemons, Make Lemonade – Remixes (2010)
- If Live Gives You Lemons, Make Lemonade (2010)
- Hand in Hand (2013)

### DJ mixy
- Defected In The House – Miami '10
- One More Tune!
- Future Underground (wspólnie z Pete Tongiem)
- Eat, Sleep, Rave, Repeat (z Fatboy Slim, 2013)